# Kameng
Der Kameng ist ein rechter Nebenfluss des Brahmaputra in den indischen Bundesstaaten Arunachal Pradesh und Assam.
Der Kameng wird vom Nyegi-Kangsang-Gletscher am Südosthang des 7047 m hohen an der Grenze zu Tibet gelegenen Nyegi Kangsang gespeist. Der Fluss strömt anfangs in südöstlicher, später in überwiegend südlicher Richtung durch den Assam-Himalaya. Am Oberlauf durchquert er den Distrikt East Kameng. Die Stadt Seppa liegt am Flusslauf. Der Kameng nimmt den Bichom von rechts auf. Der Kameng erreicht den Distrikt West Kameng und bildet die westliche Grenze des Pakhui-Tigerreservats. Der Nameri-Nationalpark liegt weiter flussabwärts am Ostufer des Kameng. Der Kameng verlässt das Gebirge und erreicht das Tiefland des Brahmaputra. Der Kameng überquert die Grenze zum südlich gelegenen Bundesstaat Assam. In Assam trägt der Fluss auch den Namen Jia Bhoreli. Am Unterlauf liegt der Distrikt Sonitpur. Der Kameng mündet am östlichen Stadtrand von Tezpur in den Brahmaputra. 
Der Kameng hat eine Länge von 264 km. Sein Einzugsgebiet umfasst 11.843 km².